# امین‌آباد (سیب و سوران)
امین‌آباد، روستایی در دهستان شندان بخش مرکزی شهرستان سیب و سوران در استان سیستان و بلوچستان ایران است.

## جمعیت
بر پایه سرشماری عمومی نفوس و مسکن در سال ۱۳۹۵، جمعیت این روستا برابر با ۴۵۴ نفر (۱۳۱ خانوار) بوده‌است.